# Apfelfruchtfliege
Die Apfelfruchtfliege (Rhagoletis pomonella) ist ein in Nordamerika beheimatetes Insekt und nahe verwandt mit der einheimischen Kirschfruchtfliege (Rhagoletis cerasi). Tiere dieser Fliegenart dürfen nicht nach Deutschland eingeführt werden, um den heimischen Obstanbau zu schützen.
Erwachsene Tiere sind wenig kleiner als die Stubenfliege, haben schwarze Körper und am Bauch schwarzweiße Streifen.
Ihre Flügel tragen einzigartige schwarze Streifen.
Die Tiere legen Eier im Sommer auf noch unreife Weißdornfrüchte, Hagebutten oder Äpfel, aus denen nach fünf bis zehn Tagen die Larven schlüpfen.
Die Larven leben in den grünen Früchten, bis diese reif werden und auf die Erde fallen.
Danach wandern die Larven zur Verpuppung in die Erde. Aus den Puppen schlüpfen im nächsten Frühjahr die Imagines der Apfelfruchtfliege.
Es gibt aber auch immer wenige Tiere, die erst im darauf folgenden Jahr schlüpfen.
Apfelfruchtfliegen werden als Apfelschädling bekämpft.

## Synonyme
- Trypeta albiscutellata Harris, 1835
- Trypeta pomonella Walsh, 1867